# Pleidelsheim
Pleidelsheim es un municipio alemán perteneciente al distrito de Luisburgo de Baden-Wurtemberg.

## Localización
Se ubica a orillas del río Neckar junto a la carretera A81, unos 5 km al norte de la capital distrital Luisburgo.

## Historia
Se conoce su existencia desde el año 794 según el Códice de Lorsch, que lo menciona en esa fecha como Blidolvesheim. La localidad tuvo varios propietarios hasta que en 1455 se incorporó finalmente a Wurtemberg.

## Demografía
A 31 de diciembre de 2015 tiene 6284 habitantes.